# FCW 15 Championship
O FCW Jack Brisco 15 Championship é um campeonato de wrestling profissional, que é disputado em lutas Ironman de 15 minutos. Uma medalha é dada ao vencedor, ao invés de um cinturão de campeão que é usado no wrestling profissional.

## Reinados
| # | Lutador          | Reinado(s) | Data                   | Dias | Localidade     | Evento     | Notas                                                                      | Ref   |
| - | ---------------- | ---------- | ---------------------- | ---- | -------------- | ---------- | -------------------------------------------------------------------------- | ----- |
| 1 | Seth Rollins     | 1          | 13 de janeiro de 2011  | 252  | Tampa, Florida | FCW TV     | Derrotou Hunico na final do torneio.                                       | [ 1 ] |
| 2 | Damien Sandow    | 1          | 22 de setembro de 2011 | 113  | Tampa, Florida | FCW TV     |                                                                            | [ 2 ] |
| 3 | Richie Steamboat | 1          | 13 de janeiro de 2012  | 160  | Tampa, Florida | FCW TV     | Richie Steamboat derrotou Damien Sandow, vencendo uma 2-out-3 Falls match. | [ 3 ] |
| 4 | Brad Maddox      | 1          | 21 de junho de 2012    | 4651 | Tampa, Florida | Live event |                                                                            | [ 4 ] |

## Lista de reinados combinados
| Símbolo | Significado            |
| ------- | ---------------------- |
| †       | Indica o atual campeão |

Em 16 de março de 2025
| Posição | Lutador          | # de reinados | Dias combinados |
| ------- | ---------------- | ------------- | --------------- |
| 1.      | Seth Rollins     | 1             | 252             |
| 2.      | Richie Steamboat | 1             | 160             |
| 3.      | Damien Sandow    | 1             | 113             |
| 4.      | Brad Maddox†     | 1             | 4651            |